# Sieburczyn (gromada)
Sieburczyn – dawna gromada, czyli najmniejsza jednostka podziału terytorialnego Polskiej Rzeczypospolitej Ludowej w latach 1954–1972.
Gromady, z gromadzkimi radami narodowymi (GRN) jako organami władzy najniższego stopnia na wsi, funkcjonowały od reformy reorganizującej administrację wiejską przeprowadzonej jesienią 1954 do momentu ich zniesienia z dniem 1 stycznia 1973, tym samym wypierając organizację gminną w latach 1954–1972.
Gromadę Sieburczyn z siedzibą GRN w Sieburczynie utworzono – jako jedną z 8759 gromad – w powiecie łomżyńskim w woj. białostockim, na mocy uchwały nr 18/V WRN w Białymstoku z dnia 4 października 1954. W skład jednostki weszły obszary dotychczasowych gromad Sieburczyn, Rutkowskie, Zanklewo, Sambory i Wierciszewo ze zniesionej gminy Bożejewo w tymże powiecie. Dla gromady ustalono 11 członków gromadzkiej rady narodowej.
31 grudnia 1959 gromadę Sieburczyn zniesiono włączając jej obszar do gromad Wizna (wsie Sambory, Sieburczyn, Wierciszewo i Zanklewo oraz PGR Sieburczyn) i Burzyn (wieś Rutkowskie).